# 倪安慈
倪安慈（英語：Kathy Ngai On Chi；1998年12月10日—），香港女模特兒及演員。2021年加入YouTube頻道「試當真」任常駐幕前成員，2025年回復自由身。

## 簡歷
倪安慈中學時就讀天主教崇德英文書院，2020年畢業於香港城市大學媒體及傳播系榮譽文學士（主修數碼電視及廣播、副修創意媒體），曾赴加拿大懷雅遜大學交流，獲得院長嘉許名單（Dean's List）。大學及海外交流時期曾任學生主播、主持、雙語司儀，亦曾擔任香港電台實習記者及於無綫電視新聞部兼職導播。
大學畢業後，倪安慈投身幕前事業，開始接觸不同廣告拍攝、網台節目主持及演出工作，並於2021年1月正式加入「試當真」，2025年回復自由身。

## 演出作品

### 電影
- 2024年：《焚城》飾 夜間直播記者

### 電視劇
- 2023年：ViuTV《和解在後》 飾 戀愛講座主持人（第7集）
- 2023年：ViuTV《極度俏郎君》 飾 新聞主播（第19集）
- 2023年：ViuTV《Food Buddies》 飾 June

### 電視節目
- 2021年：ViuTV《最後一屆口罩小姐選舉》參賽者[5]
- 2022年：ViuTV《囝囝女女730》主持（第266、271集）
- 2023年：ViuTV《Auntie妳好》嘉賓（第58集）
- 2023年：ViuTV《MM730 - 困獸鬥》嘉賓（第46-48集）
- 2024年：ViuTV《日本仲可以咁玩》主持

### YouTube 頻道
- 2021年：試當真

### MV
- 2021年：MC $oHo & KidNey ft. Kayan9896 -《係咁先啦》
- 2021年：林奕匡 - 《關於愛的碎念》、《解答》女主角
- 2022年：Now TV x 試當真 FIFA 世界盃主題曲 - 《人人點睇波》

### 舞台劇
- 2022年7月：試當真《一個舞台上不能接受的吻》飾 蒙美

### 微電影
- 2022年：《茶記等A Night in Cheung Wing》第九屆微電影創+作支援計劃（音樂篇）
- 2024年：《死火傳說 Against the Storm》第十一屆微電影創+作支援計劃（音樂篇）

### 特別節目
- 2021年10月26日：《試當真一週年現場版》
- 2023年9月19日：《尹光Wan K. 宇宙巡邏演唱會》嘉賓

### 網台節目
- 2020年：亞洲心動娛樂綜藝靈探節目《E娃鬼叫》

## 外部連結
- 倪安慈的Instagram帳戶
- 倪安慈的Facebook專頁
- YouTube上的倪安慈頻道